# Frasnacht
Frasnacht ist eine Ortschaft in der Gemeinde Arbon im Bezirk Arbon des Schweizer Kantons Thurgau. Frasnacht, eine früher eigenständige Ortsgemeinde in der damaligen Munizipalgemeinde Arbon, wurde 1998 von Arbon eingemeindet. Durch die räumliche Trennung von Arbon besteht noch heute ein eigener Dorfkern.

## Geographie
Der Ort liegt nordwestlich von Arbon und südöstlich von Egnach rund einen halben Kilometer vom Bodensee entfernt.
Zu Frasnacht gehörten zwei räumlich getrennte Gebiete, von denen das eine aus den beim Bodensee liegenden Dörfchen Frasnacht, Kratzern und Steineloh bestand. Das andere lag etwas weiter südlich und bildete mit den Siedlungen Stachen, Speiserslehn und Feile eine Exklave.
Der Promenaden- oder Seeweg, ein beliebter Fuss- und Fahrradweg zwischen Arbon und Romanshorn, führt an Teilen der Industrie sowie Einzelgehöften von Frasnacht vorbei.

## Geschichte

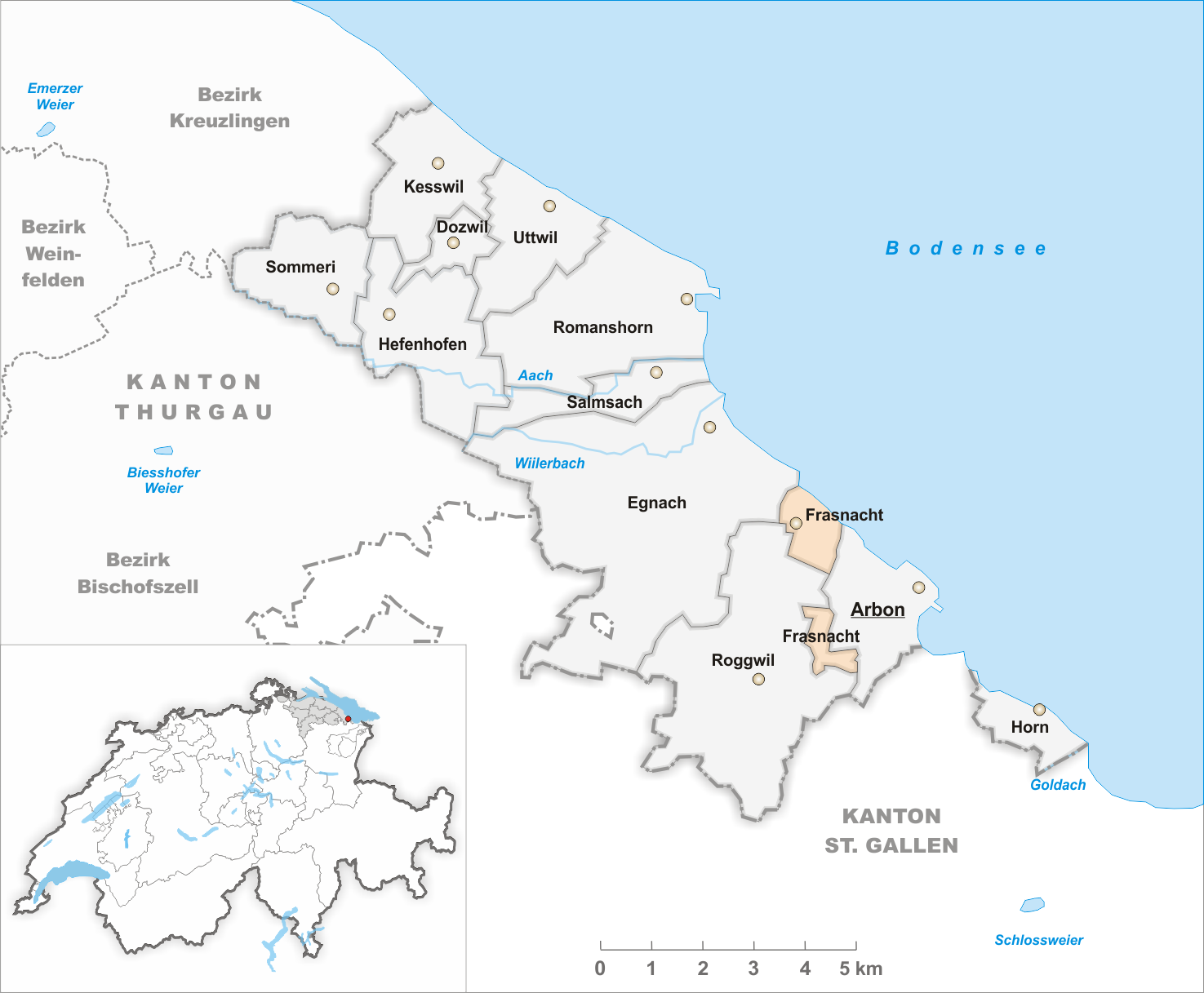
Gemeindestand vor der Fusion im Jahr 1998

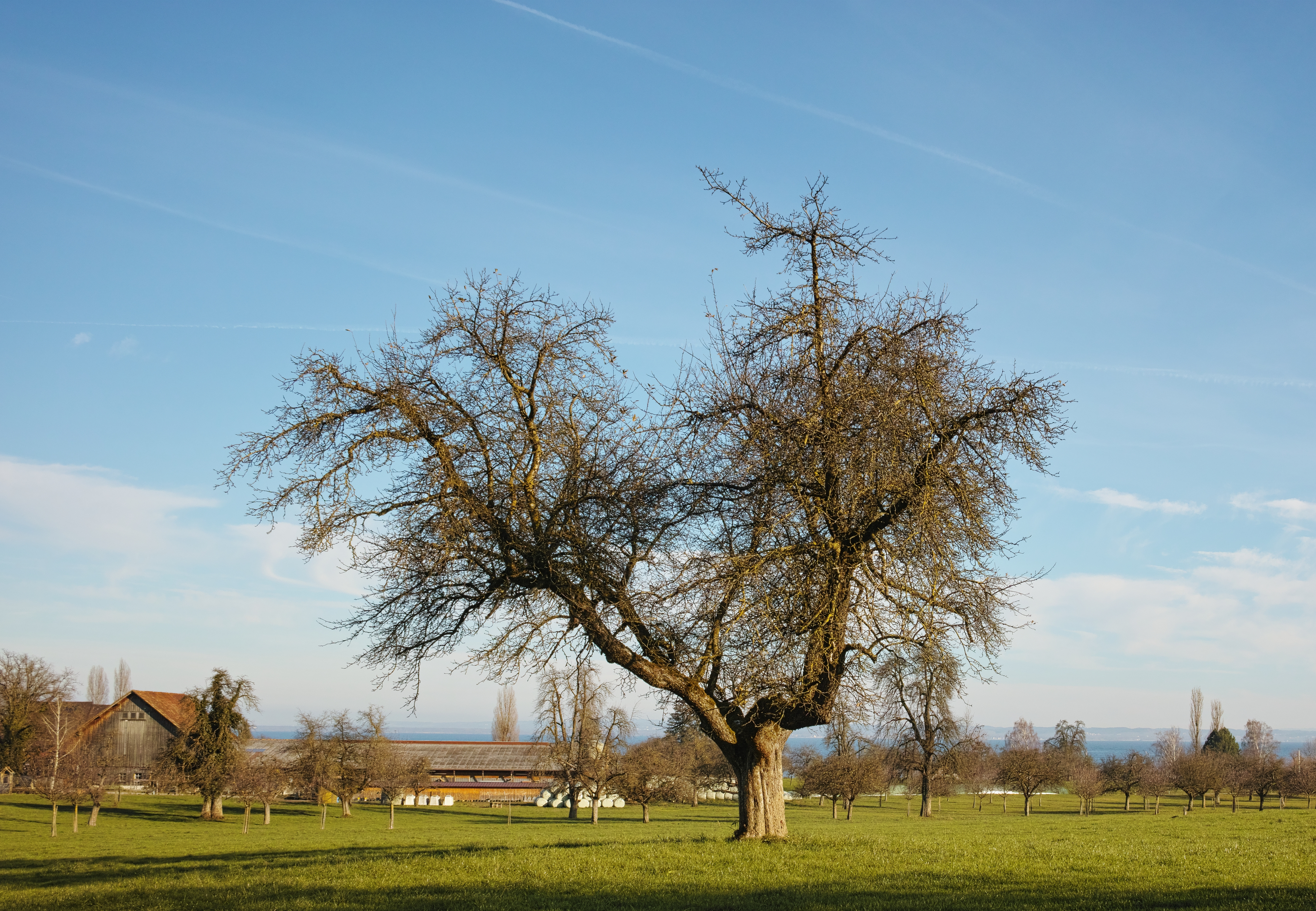
Obstbäume in Frasnacht, Blick in Richtung Bodensee.

1302 wurde der Ort erstmals unter dem Namen Fraschnet erwähnt.
Der Name  geht auf den Namen Fraschnet zurück.
Bis 1798 teilte Frasnacht das Schicksal von Egnach und gehörte zum Konstanzer Hochstift. Ein kleiner Teil von Frasnacht und Steineloh gehörte ins sanktgallische Niedergericht Roggwil. Das mehrheitlich reformierte Frasnacht blieb stets nach Arbon kirchgenössig. Deshalb trennte sich Frasnacht (Inner-Egnach) 1857 von der Einheitsgemeinde Egnach ab und bildete bis 1997 die Ortsgemeinde Frasnacht in der Munizipalgemeinde Arbon.
Im 19. Jahrhundert lösten Milchwirtschaft und Obstbau den traditionellen Ackerbau ab. Möglichkeiten zum Nebenverdienst boten nun Leinwandhandel und Stickerei. Erst in der Mitte des 20. Jahrhunderts wurde die Maschinenindustrie in Frasnacht ansässig. So liess sich 1969 die Maschinenfabrik Bruderer AG in Frasnacht nieder. Weitere Industrien, wie die Arbonia (ehemals AFG) zogen nach, und neue Wohnbauten entstanden. Frasnacht ist heute nahezu mit Arbon zusammengewachsen und verfügte 1996 über 1400 Arbeitsplätze im dominierenden zweiten Wirtschaftssektor.
Per 1. Januar 1998 fusionierte die Munizipalgemeinde Arbon mit den Ortsgemeinden Arbon und Frasnacht zur politischen Gemeinde Arbon.

## Bevölkerung
| Jahr         | 1870  | 1900  | 1960  | 1990  | 2000  | 2010  | 2018  | 2023  |
| Ortsgemeinde | 523   | 654   | 679   | 1372  |       |       |       |       |
| Ortschaft    |       |       |       |       | 818   | 385   | 1264  | 1332  |
| Quelle       | [ 3 ] | [ 3 ] | [ 3 ] | [ 3 ] | [ 5 ] | [ 6 ] | [ 2 ] | [ 7 ] |

Von den insgesamt 1332 Einwohnern der Ortschaft Frasnacht am 31. Dezember 2023 gehörten 163 (u. a. ein Teil von Steineloh) zur Gemeinde Roggwil. 283 bzw. 21,2 % waren ausländische Staatsbürger, 403 (30,3 %) römisch-katholisch und 313 (23,5 %) evangelisch-reformiert.

## Politik
Frasnacht war bis zur Aufhebung 1998 eine eigenständige Ortsgemeinde des Kantons Thurgau und gehört heute zur politischen Gemeinde Arbon. Die Schulgemeinde Frasnacht ist weiterhin von Arbon unabhängig.
Arbon und Frasnacht haben dieselbe Postleitzahl.

## Verkehrssituation
Seit Jahren kämpft Frasnacht um eine Verkehrsberuhigung. Der Dorfkern liegt an einer hochfrequentierten Durchfahrtsstrasse, welche die Orte Arbon und Romanshorn miteinander verbindet. Seit 1993 hat Frasnacht einen Anschluss zum Zubringer der Autobahn A1 bei St. Gallen. Die Eröffnung führte zu noch mehr Durchgangsverkehr. Nebst Lärm- und Schadstoffemissionen birgt die hohe Frequenz an Fahrzeugen gerade nachts auch Gefahren wegen überhöhter Geschwindigkeit.